# Ung Ninh
Ung Ninh (chữ Hán giản thể: 邕宁区, bính âm: Yōngníng Qū, âm Hán Việt: Ung Ninh khu) là một quận thuộc địa cấp thị Nam Ninh, khu tự trị dân tộc Choang Quảng Tây, Cộng hòa Nhân dân Trung Hoa. Ung Ninh có diện tích 1295 km², dân số năm 2002 là 316.000 người.

## Lịch sử
Năm Đại Hưng thứ 1 thời Đông Tấn (năm 318) thành lập huyện Tấn Hưng, thuộc quận Tấn Hưng. Phạm vi huyện Tấn Hưng khi đó bao gồm khu vực ngày nay là các quận Ung Ninh, Vũ Minh và nội đô thành phố Nam Ninh. Năm Khai Hoàng thứ 18 thời nhà Tùy (năm 598) đổi tên thành huyện Tuyên Hóa, trụ sở đặt tại khu vực ngày nay là thành phố Nam Ninh, thuộc quận Uất Lâm. Năm Vũ Đức thứ 4 thời nhà Đường (năm 621), thành lập châu Nam Tấn, huyện Tuyên Hóa thuộc về châu này. Năm Trinh Quán thứ 6 (năm 632) đổi tên châu Nam Tấn thành châu Ung. Từ năm Khai Bảo thứ 5 (năm 972) cho tới năm Trị Bình thứ 4 (năm 1067) thời nhà Tống thì các huyện thuộc châu Ung đã vài lần bị phế bỏ, hợp nhất, bổ sung nhưng huyện Tuyên Hóa vẫn bao gồm khu vực ngày nay là các quận Ung Ninh và nội đô thành phố Nam Ninh và không thay đổi cho tới thời nhà Thanh. Năm Dân Quốc thứ 1 (năm 1912) bỏ huyện Tuyên Hóa, năm sau thành lập huyện Nam Ninh. Năm 1914 đổi tên huyện Nam Ninh thành huyện Ung Ninh, trụ sở đặt tại thành Nam Ninh. Tháng 12 năm 1949 tại thành Nam Ninh thành lập chính quyền nhân dân huyện Ung Ninh. Ngày 18 tháng 3 năm 2005, điều chỉnh địa giới thành phố Nam Ninh, bỏ huyện Ung Ninh để lập các quận Ung Ninh, Lương Khánh, Thanh Tú và Giang Nam.

## Phân chia hành chính
Về mặt hành chính, quận Ung Ninh được chia thành 5 trấn: Bồ Miếu, Tân Giang, Na Lâu, Bách Tế, Trung Hòa.